# Rogelio Funes Mori
Rogelio Gabriel Funes Mori (Mendoza, 5 de março de 1991) é um futebolista argentino naturalizado mexicano que atua como atacante. Atualmente, joga pelo León.

## Carreira
Em 2001, ele foi com sua família morar em Dallas, Estados Unidos. Junto com seu irmão gêmeo, Ramiro, participou de um reality show chamado Sueño MLS, Rogelio Funes Mori venceu o reality e foi integrado ao FC Dallas. Mais tarde ele fez um teste para o Chelsea. Depois de um ano, a categoria 92 do River Plate estava jogando um torneio e ele se ofereceu para jogar pelo clube argentino.
Estreou no Campeonato Argentino em uma partida válida pelo Torneo Apertura de 2009, contra o Vélez Sársfield. Ele marcou seu primeiro gol contra o Tigre.
Depois de boas atuações pelo River, Funes Mori chamou a atenção de várias equipes europeias. Poucos meses depois, finalmente veio a primeira oferta formal para Funes Mori feita pelo Sport Lisboa e Benfica de Portugal que ofereceu 5 milhões de euros pelo seu passe, que foi rejeitada pelo clube.
Em 18 de dezembro de 2019, marcou o único gol do Monterrey na derrota por 2–1 para o Liverpool, pelas semifinal da Copa do Mundo de Clubes, chegando ao seu centésimo gol com a camisa dos rayados.
No dia 9 de janeiro de 2024, o Pumas oficializou a contratação do jogador.

## Seleção Argentina
Foi convocado pela Seleção Argentina para disputar o Sul-Americano Sub-20 de 2011, realizado no Peru.

## Estatísticas
Atualizado até 30 de dezembro de 2019.
| Clube         | Temporada | Campeonato Nacional | Campeonato Nacional | Copa Nacional | Copa Nacional | Competições Internacionais¹ | Competições Internacionais¹ | Outros Torneios | Outros Torneios | Total | Total |
| Clube         | Temporada | Jogos               | Gols                | Jogos         | Gols          | Jogos                       | Gols                        | Jogos           | Gols            | Jogos | Gols  |
| ------------- | --------- | ------------------- | ------------------- | ------------- | ------------- | --------------------------- | --------------------------- | --------------- | --------------- | ----- | ----- |
| River Plate   | 2009–10   | 19                  | 5                   | 0             | 0             | 0                           | 0                           | 0               | 0               | 19    | 5     |
| River Plate   | 2010–11   | 26                  | 4                   | 0             | 0             | 0                           | 0                           | 0               | 0               | 26    | 4     |
| River Plate   | 2011–12   | 23                  | 4                   | 5             | 2             | 0                           | 0                           | 0               | 0               | 28    | 6     |
| River Plate   | 2012–13   | 32                  | 7                   | 0             | 0             | 0                           | 0                           | 0               | 0               | 32    | 7     |
| River Plate   | Total     | 100                 | 20                  | 5             | 2             | 0                           | 0                           | 0               | 0               | 105   | 22    |
| Benfica       | 2013–14   | 2                   | 0                   | 2             | 0             | 0                           | 0                           | 0               | 0               | 4     | 0     |
| Benfica       | Total     | 2                   | 0                   | 2             | 0             | 0                           | 0                           | 0               | 0               | 4     | 0     |
| Eskişehirspor | 2014–15   | 29                  | 8                   | 7             | 6             | 0                           | 0                           | 0               | 0               | 36    | 14    |
| Eskişehirspor | Total     | 29                  | 8                   | 7             | 6             | 0                           | 0                           | 0               | 0               | 36    | 14    |
| Monterrey     | 2015–16   | 36                  | 20                  | 8             | 5             | 0                           | 0                           | 0               | 0               | 44    | 25    |
| Monterrey     | 2016–17   | 33                  | 15                  | 6             | 7             | 2                           | 0                           | 0               | 0               | 41    | 22    |
| Monterrey     | 2017–18   | 32                  | 17                  | 8             | 2             | 0                           | 0                           | 0               | 0               | 40    | 19    |
| Monterrey     | 2018–19   | 31                  | 16                  | 5             | 2             | 7                           | 2                           | 0               | 0               | 43    | 20    |
| Monterrey     | 2019–20   | 21                  | 13                  | 1             | 1             | 0                           | 0                           | 3               | 2               | 25    | 16    |
| Monterrey     | Total     | 127                 | 81                  | 28            | 17            | 9                           | 3                           | 2               | 2               | 193   | 102   |

¹Em competições Internacionais, incluindo jogos e gols da Liga dos Campeões da CONCACAF.

¹Em outros torneios, incluindo jogos e gols da Copa do Mundo de Clubes da FIFA.

## Títulos
River Plate
- Primera B Nacional: 2011–12

Benfica
- Primeira Liga: 2013–14
- Taça de Portugal: 2013–14
- Taça da Liga: 2013–14

Monterrey
- Campeonato Mexicano: 2019 (Apertura)
- Copa México: 2017 (Apertura), 2019–20
- Liga dos Campeões da CONCACAF: 2019, 2021